# Stanislaus Joseph Brzana
Stanislaus Joseph Brzana (* 7. Juli 1917 in Buffalo, New York, USA; † 1. März 1997 in Cheektowaga) war Bischof von Ogdensburg.

## Leben
Stanislaus Joseph Brzana studierte Philosophie und Katholische Theologie am Christ the King Seminary und an der St. Bonaventure University in Allegany. Er empfing am 7. Juni 1941 das Sakrament der Priesterweihe für das Bistum Buffalo.
Während des Zweiten Weltkrieges war Brzana Militärkaplan. 1953 wurde er an der Päpstlichen Universität Gregoriana in Rom zum Doktor der Theologie promoviert.
Am 24. Mai 1964 ernannte ihn Papst Paul VI. zum Titularbischof von Cufruta und bestellte ihn zum Weihbischof in Buffalo. Der Bischof von Buffalo, James Aloysius McNulty, spendete ihm am 29. Juni desselben Jahres die Bischofsweihe; Mitkonsekratoren waren der Bischof von Camden, Celestine Joseph Damiano, und der Bischof von Paterson, James Johnston Navagh.
Am 22. Oktober 1968 ernannte ihn Paul VI. zum Bischof von Ogdensburg. Papst Johannes Paul II. nahm am 11. November 1993 das von Stanislaus Joseph Brzana aus Altersgründen vorgebrachte Rücktrittsgesuch an.
Stanislaus Joseph Brzana nahm an der dritten und vierten Sitzungsperiode des Zweiten Vatikanischen Konzils teil.